# Sites mégalithiques de la Haute-Saône
Cet article présente les sites mégalithiques de la Haute-Saône, en France.
| \| Vesoul Lure \| Répartition géographique des mégalithes. · : dolmen - : menhir |
| Vesoul Lure                                                                      |

## Inventaire
| Monument                     | Commune                       | Remarque            | Protection        | Coordonnées                 | Illustration                 |
| ---------------------------- | ----------------------------- | ------------------- | ----------------- | --------------------------- | ---------------------------- |
| Dolmens du Bois de Blusseret | Aillevans                     | 3 dolmens           | Classé MH (1979)  | 47° 35′ 05″ N, 6° 24′ 26″ E | Dolmens du Bois de Blusseret |
| Pierre percée                | Aroz                          | vestige d'un dolmen | Classé MH (1921)  | 47° 36′ 51″ N, 6° 00′ 20″ E | Pierre percée                |
| Dolmen des Issières          | Brevilliers                   |                     | Classé MH (1979)  | 47° 34′ 40″ N, 6° 48′ 04″ E | Dolmen des Issières          |
| Pierre Saint-Desle           | Chagey                        | menhir incertain    |                   | 47° 37′ 22″ N, 6° 44′ 38″ E |                              |
| Pierre percée                | Chariez                       | dolmen              | détruit vers 1800 |                             |                              |
| Pierre-qui-Vire              | Colombe-lès-Vesoul            | dolmen              | Classé MH (1976)  | 47° 36′ 54″ N, 6° 14′ 27″ E | Pierre-qui-Vire              |
| Grosse Pierre                | Échenoz-le-Sec                | dolmen              | Classé MH (1979)  | 47° 30′ 41″ N, 6° 05′ 46″ E | Grosse Pierre                |
| Dolmens de Lanjoutot         | Pennesières                   | 2 dolmens           |                   | 47° 29′ 53″ N, 6° 05′ 28″ E |                              |
| Dolmen de Polaincourt        | Polaincourt-et-Clairefontaine |                     | détruit           |                             |                              |
| Dolmen de la Quarte          | La Quarte                     |                     | détruit           |                             |                              |
| Pierre percée                | Traves                        | vestige d'un dolmen | Classé MH (1911)  | 47° 37′ 01″ N, 5° 59′ 10″ E | Pierre percée                |